# 普萊瑟波因特 (加利福尼亞州)
普萊瑟波因特（英語：Pleasure Point）是位於美國加利福尼亞州聖塔克魯茲縣的一個人口普查指定地區。

## 地理
普萊瑟波因特的座標為36°57′35″N 121°58′12″W / 36.95972°N 121.97000°W，而該地最高點為海拔高度10米（即33英尺）。

## 人口
根據2010年美國人口普查的數據，普萊瑟波因特的面積為5.216平方千米，當中陸地面積為1.949平方千米，而水域面積為3.267平方千米。當地共有人口5846人，而人口密度為每平方千米1,120人。